# دارطاغان (أديامان)
دارطاغان (بالتركية: Dardağan)‏ هي قرية كرديّة رشوانيّة تتبع إداريّاً لمديرية أديامان في محافظة أديامان التركية الواقعة في جنوب شرق الأناضول. بلغ عدد سكانها 274 نسمة في عام 2021.